# Руда (альбом)
«Руда» — восьмой студийный альбом группы «Калинов мост», выпущенный в 2001 году, состоящий из ранее не издававшихся песен, написанных в период с 1983 года по 1988 год.

## Список композиций
Все песни написаны Дмитрием Ревякиным кроме отмеченных.
| №   | Название                                                                 | Дата написания    | Длительность |
| --- | ------------------------------------------------------------------------ | ----------------- | ------------ |
| 1.  | «Праздники прошли» (слова — Рашид Галимов, друзьям и подругам)           | Осень 1983 г.     | 3:36         |
| 2.  | «Милая моя (Santimento)» (посвящена Оке)                                 | Октябрь 1984 г.   | 3:51         |
| 3.  | «Брату» (посвящена Лёхе)                                                 | Октябрь 1984 г.   | 3:32         |
| 4.  | «Ловушка»                                                                | Весна 1984 г.     | 3:44         |
| 5.  | «Страдания»                                                              | Осень 1984 г.     | 3:14         |
| 6.  | «Самим собой» (посвящена Юрию Наумову)                                   | Октябрь 1984 г.   | 4:14         |
| 7.  | «Отношения»                                                              | Весна 1985 г.     | 4:33         |
| 8.  | «Кто я?»                                                                 | Осень 1986 г.     | 2:08         |
| 9.  | «Красные собаки» (слова - Ревякин, Гневкин; по мотивам экзистенции Совы) |                   | 3:07         |
| 10. | «Гой»                                                                    | Весна 1987 г.     | 4:31         |
| 11. | «Дикарь» (посвящена Константину Кинчеву)                                 | Лето-осень 1987г. | 3:14         |
| 12. | «Казак» (посвящена Александру Башлачёву)                                 | Лето-осень 1988   | 10:04        |

| №  | Название      | Длительность |
| -- | ------------- | ------------ |
| 1. | «Самим собой» |              |

## В создании альбома участвовали
- Дмитрий Ревякин — вокал, акустическая гитара
- Василий Смоленцев — гитара, акустическая гитара, варган
- Евгений Барышев — бас-гитара, рояль, акустическая гитара, бэк-вокал
- Виктор Чаплыгин — барабаны, перкуссия, хомус, губная гармоника, семплер